# Придворный балет
Придворный балет (итал. balletto, фр. Ballet de cour) — род зрелища в XV веке при дворах итальянской знати, а с конца XVI века при французском дворе. Сочетал в себе чтение поэзии, исполнение вокальной и инструментальной музыки, хореографические и сценографические постановки.

## Церемониал
В период расцвета во Франции состоял из поочерёдных выходов исполнителей — членов королевской семьи, придворных и некоторого количества профессиональных танцоров. Последний выход, называемый «большой балет» (фр. grand ballet), обычно объединял всех танцоров.

## История
Первые источники придворных развлечений — фольклорная основа в искусстве жонглёров и бас-дансы дворцовых празднеств.
С началом XV века при дворах итальянской знати стало модным подчёркивать собственное великолепие высокохудожественными средствами. В этой связи появляется новая придворная фигура — мастер танца как теоретик танцевального искусства.
Благодаря теоретическим трудам, сохранившимся в библиотеках, в истории эпохи остались имена Доменико из Пьяченцы, его учеников Антонио Корнацано и Гульельмо Эбрео. Все они разделяли одно и то же теоретическое видение танца и пользовались одной и той же терминологией, так что можно говорить об изначальной итальянской («ломбардской») школе, установившей первые правила, эстетику и этику придворного танца.
В 1533 году флорентийка Екатерина Медичи вышла замуж за французского короля Генриха II и завезла со своей родины во Францию моду на театральные и церемониальные постановки, включая галантные общественные танцы.
Ещё больший вклад в развитие придворного балета внесла Академия поэзии и музыки, основанная в 1570 году поэтом Жан-Антуаном де Баифом и композитором Иоахимом Тибо де Курвилем. Целью академии было возрождение искусства античности, чтобы гармонизировать танец, музыку и язык таким образом, чтобы это привело к улучшению нравов.
Первыми устроителями дворцовых празднеств были итальянские мастера танца, представители сложившейся в Италии в XVI веке танцевальной школы.
Бальтазарини ди Бельджойозо (Бальтазар де Божуайё) поставил при французском дворе первые спектакли с последовательно развивающимся действием, включавшим слово, музыку, танец: «Балет польских послов» (1573) и «Комедийный балет королевы» (1581).
Придворный балет был развит в правление Людовика XIII, до начала эпохи Фронды, в которую был перерыв.
При Людовике XIV придворный балет переживает свой расцвет. В 1651—1670 годах король поддерживает «балеты в выходах» личным участием, например, в пятнадцатилетнем возрасте исполняет роль бога Аполлона в постановке «Ночной балет».
При поддержке кардинала Мазарини придворный балет постепенно становится инструментом политической пропаганды, подчёркивая великолепие Франции и её монарха.

В 1670 году Людовик XIV отказывается от участия в постановках, что завершает эпоху придворного балета, но в то же время позволяет таким мастерам, как Ж.-Б. Люлли заложить основы новых музыкально-театральных жанров — оперы-балета и комедии-балета.

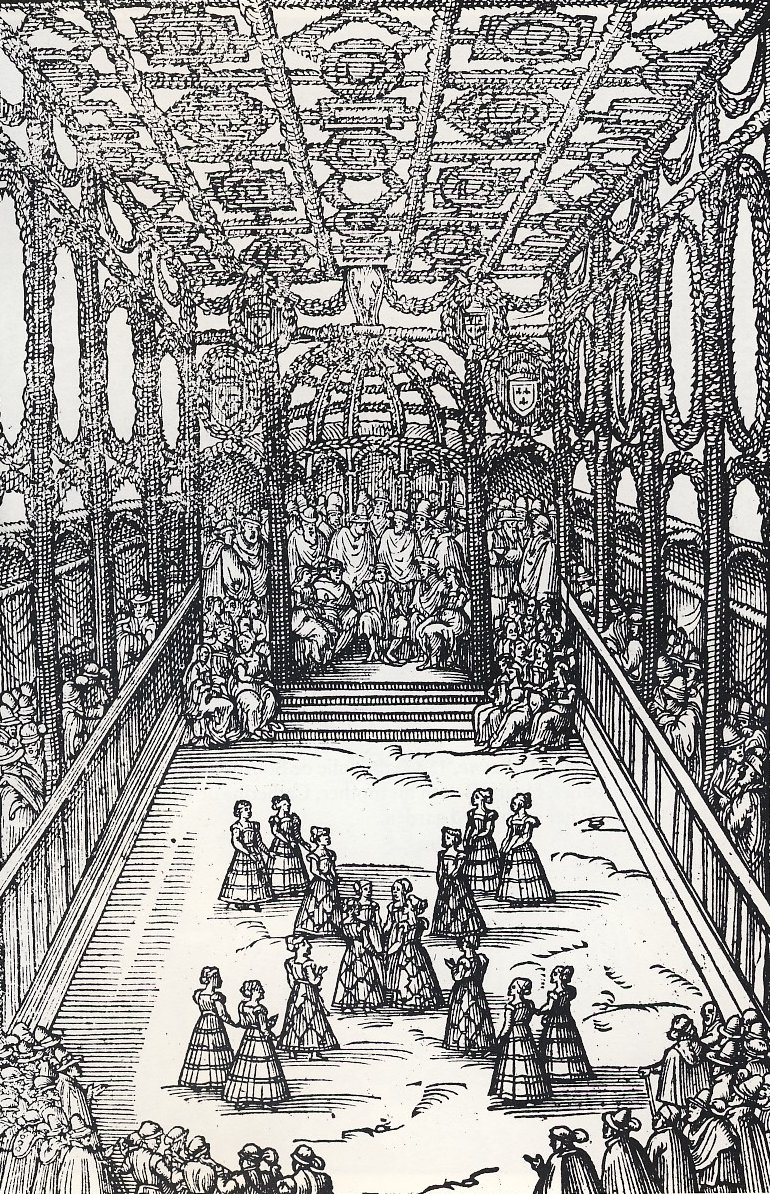
Ксилография придворного балета во дворце Тюильри в Париже, 1573
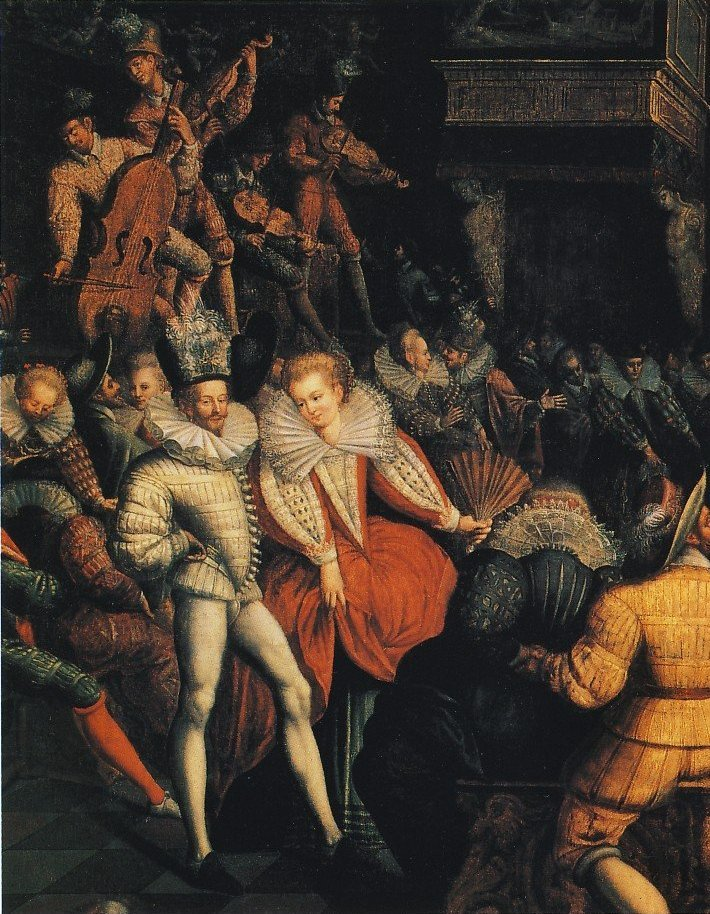
Бал при дворе Валуа (ок. 1580)
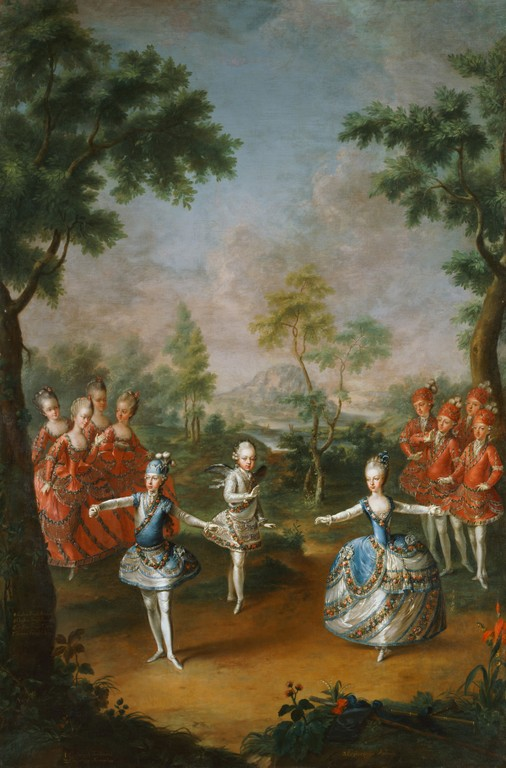
Представление «Триумф любви» дано по случаю бракосочетания Иосифа II с Марией-Жозефиной-Антуанеттой Баварской. (24 января 1765) (Приписывается Георгу Вейкерту)